# Beta (okręg Harghita)
Beta (węg. Béta) – wieś w Rumunii, w okręgu Harghita, w gminie Mugeni. W 2011 roku liczyła 345 mieszkańców.